# Brygada Szkolna (PSZ)
 Brygada Szkolna – szkolna  jednostka Polskich Sił Zbrojnych.

## Historia brygady
Dowódca 1 Korpusu swoim rozkazem nr 16 460 z 26 lipca 1941 zlikwidował Komendę Centralnego Ośrodka Wyszkolenia i zorganizował Dowództwo Odcinka Obrony "Angus". Dowódcą odcinka mianowano gen. Władysława Langnera.  Już 7 sierpnia 1941 rozkazem Naczelnego Wodza nr 2268 przemianowano dowództwo odcinka na Dowództwo Brygady Szkolnej.
W skład brygady weszły:
- 3 Brygada Kadrowa Strzelców
- 5 Brygada Kadrowa Strzelców
- 7 Brygada Kadrowa Strzelców
- Ośrodek Zapasowy Broni Pancernej

Na podstawie rozkazu L.dz. 774/Szef.Sąd./Tjn./41 Naczelnego Wodza i Ministra Spraw Wojskowych z 30 września 1941 roku zostały zniesione Sądy Polowe przy 4, 5, 7 i 8 Brygadach Kadrowych Strzelców, a w ich miejsce został utworzony 2 Sąd Polowy przy Brygadzie Szkolnej. Jednocześnie dowódca Brygady Szkolnej otrzymał uprawnienia zwierzchnika sądowo-karnego w sprawach należących do właściwości sądów wojennych.
Rozkazem Naczelnego Wodza z 6 grudnia 1941 przystąpiono do reorganizacji brygady. Jednostkę odciążono od zadań przeciwdesantowych. Brygada stała się jednostką typowo szkolną. 
W 1942 roku Naczelny Wódz wydzielił brygadę ze struktury I Korpusu. 28 października na bazie Dowództwa Brygady Szkolnej utworzono Dowództwo Jednostek Terytorialnych.

## Organizacja Brygady po reorganizacji
- Kwatera Główna Brygady Szkolnej
- I oficerski batalion szkolny
- II oficerski batalion szkolny
- Centrum Wyszkolenia Piechoty
- Centrum Wyszkolenia Artylerii
- Centrum Wyszkolenia Broni Pancernej i Motorowej
- Centrum Wyszkolenia Artylerii Przeciwlotniczej
- Centrum Wyszkolenia Saperów
- Centrum Wyszkolenia Łączności
- Centrum Wyszkolenia Służby Etapowej
- Sekcja Studiów Ogólnych
- Sekcja Wojskowego Instytutu Geograficznego
- Sekcja Służby Zdrowia
- Sekcja Służby Weterynaryjnej
- 2 sąd polowy przy Brygadzie Szkolnej
- pluton żandarmerii

## Obsada personalna dowództwa
- dowódca brygady - gen. bryg. Janusz Głuchowski
- I zastępca dowódcy - płk kaw. Adam Bogoria-Zakrzewski
- II zastępca dowódcy - płk piech. Józef Giza